# Aeroportul Robert L. Bradshaw
Aeroportul Robert L. Bradshaw (IATA: SKB, ICAO: TKPK) este un aeroport din Sfântul Cristofor și Nevis ce deservește zona Basseterre. 
Situat la o altitudine de 4 m, aeroportul dispune de 1 pistă.

## Infrastructură

### Piste
Aeroportul dispune de o singură pistă. Pista are orientarea 07/25.